# خان لورستان
خان لرستان، أو أتابك لورستان أو والي بشتكوه (وكذلك خان الفيلية)
هو في الأصل عبارة عن والي (أو خان) يتم تنصيبه على بلاد اللور من قبل شاه بلاد فارس أو من قبل سلطان الدولة العثمانية أو بشكل مستقل في بعض الأحيان (ومنصب الولاية محصور بأفراد عائلة ولاة لرستان فقط).
ويكون مقره بمدينة خرم آباد (منذ عام 1598م إلى عام 1798م تقريباً).
ثم مدينة ايلام (من عام 1798م إلى عام 1930م).
في كثير من الأحيان كان منصب والي لورستان مستقل عن أي حكومة، بسبب الفراغ السياسي أو بسبب قيام الخلافات والحروب الأهلية.
كان المنصب موجود منذ أيام الدولة العباسية
لكن بلقب (أتابك) بدلاً من لقب (خان/والي)
ومحصور بسلالة الاتابكة بني شجاع الدين خورشيد (أجداد ولاة لورستان من جهة جدتهم الكبرى والدة الحسين خان الأول).

## سلطة الوالي
أن السلطة السياسية في لورستان محصورة في نطاق أسرة الولاة حيث ينتقل الحكم مباشرة من الأب إلى أكبر الأبناء حال وفاة الوالي وكان يملك من القوة بحيث أن الشاه يؤيد تنصيبه مباشرة بعد وفاة الوالي السابق. نستطيع القول بأن تركيب سلطة الوالي مبنية على أساس السلطة الأبوية المطلقة وأن الوالي الجديد يكون وريثاً لجميع الإمكانيات وصلاحيات وأملاك سلفه من الولاة.
لقد احتل الخوانين والتوشمالات (رؤوساء مقاطعات القبائل والأفخاذ) المرتبة التالية بعد الوالي في التشكيلات السياسية، كانت وظيفة هؤلاء جمع الضرائب وتوفير النظام والأمن والاهتمام بالمسائل الاجتماعية والقضائية للقبائل وتشكيل فرقة من المسلحين الماهرين للدفاع عن مناطق نفوذ الخان ولأن الخوانين والتوشمالات كانوا وكلاء معينون من قبل الوالي لذا فلم تجبى منهم الرسوم وكان لهم نصيب في الغنائم أيضاً.